# Kotowice (Głogów)
Pour les articles homonymes, voir Kotowice.
Kotowice est une localité polonaise de la gmina de Pęcław, située dans le powiat de Głogów en voïvodie de Basse-Silésie.

## Histoire
De 1742 à 1945, Kottwitz fait partie de l'arrondissement de Glogau dans le district de Liegnitz au sein de la province de Silésie.